# Notophthiracarus parafusticulus
Notophthiracarus parafusticulus är en kvalsterart som först beskrevs av Wojciech Niedbała 2006.  Notophthiracarus parafusticulus ingår i släktet Notophthiracarus och familjen Phthiracaridae. Inga underarter finns listade i Catalogue of Life.